# Dell Rapids
Dell Rapids ist eine Kleinstadt (mit dem Status „City“) im Minnehaha County im US-amerikanischen Bundesstaat South Dakota. Das U.S. Census Bureau hat bei der Volkszählung 2020 eine Einwohnerzahl von 3996 ermittelt.
Dell Rapids ist Bestandteil der Metropolregion um die Stadt Sioux Falls.

## Geografie
Dell Rapids liegt im Osten South Dakotas, am Big Sioux River, einem linken Nebenfluss des Missouri. Die geografischen Koordinaten von Dell Rapids sind 43° 50′ N, 96° 42′ W. Das Stadtgebiet erstreckt sich über eine Fläche von 5,41 km².
Nachbarorte von Dell Rapids sind Trent (13 km nordöstlich), Jasper in Minnesota (27 km östlich), Garretson (28,4 km südöstlich), Baltic (10 km südsüdwestlich), Colton (21,8 km westsüdwestlich), Chester (25,5 km westnordwestlich) und Colman (25,7 km nordnordwestlich).
Die nächstgelegenen größeren Städte sind Fargo in North Dakota (364 km nördlich), Minneapolis in Minnesota (369 km ostnordöstlich), Rochester in Minnesota (391 km östlich), Iowas Hauptstadt Des Moines (489 km südöstlich), Omaha in Nebraska (331 km südsüdöstlich) und Sioux Falls (33,6 km südlich).

## Verkehr
Etwa 5 km westlich von Dell Rapids verläuft die Interstate 29, die von Kansas City in Missouri nach Winnipeg in der kanadischen Provinz Manitoba führt. Der South Dakota Highway 115 führt als Hauptstraße durch das Stadtgebiet von Dell Rapids. Alle weiteren Straßen innerhalb des Stadtgebiets sind untergeordnete Landstraßen, teils unbefestigte Fahrwege oder innerörtliche Verbindungsstraßen.
Dem Verlauf des Big Sioux River folgend verläuft eine Eisenbahnstrecke der D&I Railroad durch das Stadtgebiet von Dell Rapids.
Der nächste Flughafen ist der 30,2 km südlich gelegene Sioux Falls Regional Airport, der größte Flughafen South Dakotas.

## Demografische Daten
Nach der Volkszählung im Jahr 2010 lebten in Dell Rapids 3633 Menschen in 1388 Haushalten. Die Bevölkerungsdichte betrug 671,5 Einwohner pro Quadratkilometer. In den 1388 Haushalten lebten statistisch je 2,58 Personen.
Ethnisch betrachtet setzte sich die Bevölkerung zusammen aus 98,0 Prozent Weißen, 0,1 Prozent Afroamerikanern, 0,6 Prozent amerikanischen Ureinwohnern, 0,2 Prozent Asiaten sowie 0,2 Prozent aus anderen ethnischen Gruppen; 0,9 Prozent stammten von zwei oder mehr Ethnien ab. Unabhängig von der ethnischen Zugehörigkeit waren 1,4 Prozent der Bevölkerung spanischer oder lateinamerikanischer Abstammung.
28,9 Prozent der Bevölkerung waren unter 18 Jahre alt, 56,1 Prozent waren zwischen 18 und 64 und 15,0 Prozent waren 65 Jahre oder älter. 51,3 Prozent der Bevölkerung war weiblich.

Das mittlere jährliche Einkommen eines Haushalts lag bei 46.687 USD. Das Pro-Kopf-Einkommen betrug 26.930 USD. 5,1 Prozent der Einwohner lebten unterhalb der Armutsgrenze.

## Bekannte Bewohner
- Dennis Daugaard (* 1953), seit 2011 Gouverneur von South Dakota, geboren und aufgewachsen in Dell Rapids[11]
- Daniel Ahlers (* 1973), 2006–2008 und 2017–2019 Abgeordneter im Repräsentantenhaus von South Dakota, 2009–2011 Senator im Staatssenat